# شيرين ديفيد
شيرين ديفيد (بالألمانية: Shirin David) هي مغنية ويوتيوبرة ألمانية، ولدت في 11 أبريل 1995 في هامبورغ في ألمانيا.

## وصلات خارجية
- شيرين ديفيد على موقع IMDb (الإنجليزية)
- شيرين ديفيد على موقع ميوزك برينز (الإنجليزية)
- شيرين ديفيد على موقع أول ميوزيك (الإنجليزية)
- شيرين ديفيد على موقع ديسكوغز (الإنجليزية)
- شيرين ديفيد على موقع قاعدة بيانات الفيلم (الإنجليزية)